# Erbolaspis
Erbolaspis is een geslacht van kevers uit de familie bladkevers (Chrysomelidae).
De wetenschappelijke naam van het geslacht werd in 1924 gepubliceerd door Spaeth.

## Soorten
- Erbolaspis passaria (Weise, 1900)